# 孫家馨
孙家馨（1928年—）湖北宜昌人，中华人民共和国女高音歌唱家。

## 生平
孙家馨出生于医学世家，自幼喜爱歌唱。5岁时主动到教堂唱诗。1946年，考入南京金陵女子文理学院音乐系，师从黄友葵学习声乐。当时她尽管视唱、乐理等科目成绩很好，但因声音条件细小，学校认为她更适合从事教学，所以只将她录取为备取生。起初她只能随一名助教学习，但每天都偷听黄友葵的课，后来到二年级才实现了随黄友葵上课的愿望。1950年，孙家馨毕业，校长吴贻芳评价她：“你是金陵女大30年来在歌唱方面成绩最突出的毕业生。”
毕业后，孙家馨进入上海乐团任独唱演员及教员。1954年调入中央歌舞团（中央乐团的前身）担任独唱演员兼学员班教员。在此期间，她在中国国内完成了许多音乐会任务，并曾多次奉派到同属社会主义阵营的苏联及东欧各国巡回演出。她的歌唱风格独特，并演唱了很多译配为中文的外国歌曲，从而成为1950年代至1960年代观众喜爱的花腔女高音歌唱家。1962年，孙家馨用中文首唱了苏联作曲家格里埃尔的《声乐协奏曲》，与指挥家韩中杰合作取得了很好的演出效果。
当时，她经常随乐团小分队到基层演出。她将很多外国歌曲的歌词译为中文，还向民间艺人、戏曲演员、曲艺演员学习，探索洋为中用、古为今用的演唱及声乐教学方法。她学习“四川清音”的唱腔及演唱形式，演唱的《羞月亮》、《布谷鸟》及大段说唱《昭君出塞》等作品获得“四川清音”行家们的共同认可。她还曾学习“天津时调”、“大鼓”、“单弦”的片段以及“河北梆子”，将戏曲吐字发声融入美声唱法中并加以理论化。
1973年，孙家馨演唱的花腔女高音独唱作品《千年的铁树开了花》（王倬作词，尚德义作曲）引起了音乐界内外的强烈反响。1970年代末至1980年代初，孙家馨不仅在中国内地、香港开了独唱音乐会，还录制了个人独唱专辑。1981年到1983年，她到意大利考察学习，演唱和教学水平又获提高。
作为声乐教育家，孙家馨培养出了罗天婵等众多学生。1987年，孙家馨参加“中央乐团声乐教研室”，培养出不少独唱、合唱演员。不久，她和一批老演员、老教师被调到中央乐团社会音乐学院专职任教，她任该院副院长、声乐系主任。1988年，她的学生王铁民参加比利时“伊莉莎白国际声乐比赛”并进入决赛，获得比利时国家音乐学院教授巴斯坦欣赏而获聘为比利时皇家歌剧院终身歌剧演员，并获比利时“菲菲依尔国际声乐比赛”男声组第二名。